# ستوبلا (بوینیک)
ستوبلا صربی: Stubla) یک منطقهٔ مسکونی در صربستان است که در بوینیک واقع شده‌است. ستوبلا ۹۲۳ نفر جمعیت دارد.